# حي الحاضر (حماة)
منطقة وحي الحاضر تقع في الوسط الشمالي لمدينة حماة السورية، الواصل بين حماة وحلب بمنطقة امتزج فيها عبق الماضي بالحاضر وجدت منطقة «الحاضر» في حماة لتكون معلماً هاماً يعبر عن روح المدينة وتاريخها لما يمتاز به من موقع استراتيجي، في صباح كل يوم يعج بالحركة والنشاط والزوار والقادمين من جميع القرى والبلدات التي تقع حول مدينة حماة التاريخية بقصد التجارة للتسوق وبيع منتجاتهم.

## التسمية
وتسمية الحاضر التي أصبحت بالأيام الحالية من تاريخ المدينة نسبة للمنطقة، يحضرها الزوار القادمون من جميع القرى والبلدات التي تقع حول حماة بقصد التجارة للتسوق أو للبيع، وتتميز عن بقية مناطق حماة بغناها بالمنتجات والسلع الغذائية، الأمر الذي جعلها مقصداً لجميع سكان المدينة أيضاً، نتيجة لجودة المنتجات المقدمة، وانخفاض أسعارها مقارنة مع بقية الأسواق الأخرى.
تعود تسمية المنطقة إلى سوق الحاضر الكبير الذي يتوسطها، حيث يعتبر السوق هو أول الموجودات في المنطقة قبل أن تتسع دائرة الأحياء السكنية حوله،

## معالم
من أهم ما يتمتع به الحاضر اليوم أنه موقع تجاري وبه سوق كبير، ومن أهم المواد التي يشتهر فيها هو المواد الغذائية بأنواعها مثل الألبان والأجبان ومشتقاتها وكافة المواد الغذائية وكذلك لتجارة الأقمشة والمواد المختلفة والعديد من الصناعات والحرف اليدوية.
كما تتواجد في المنطقة عدد من المنشآت العامة، كالمتحف الوطني الذي يقع على طريق حلب، وكذلك مقر الجوازات العامة وقيادة المرور العامة والجنائية والخدمية، كما تحتوي المنطقة على منشآت تاريخية كجامع العبيسي والمناخ وحمام العبيسي وإضافة للتاريخ في زوايا وجنبات المنطقة والمحلات العريقة التراثية.

## صناعة
أما فيما يتعلق بالصناعات القائمة في منطقة الحاضر:
العديد من الصناعات قائمة ومعروفة في الحاضر نذكر منها صناعة المواد الغذائية والحلويات خاصة منها حلاوة الجبن الحموية والقشة والشعيبيات بأنواعها التي تصنع من الحليب والقشطة، ومن الصناعات صناعة الموتسيكلات والتي يطلق عليها محلياً (الطراطير) وهي مركبات ذات الدفع الثلاثي تسير بثلاث عجلات، تسمى في بعض البلاد مثل مصر والهند (التوك توك) وكما وصفها السياح بسيارة الموت لأنها خطيرة وتمتاز بألوانها الخلابة.

## سكان والمأكولات
القلعة تتوسط مدينة حماة أما عن سكانها معروفون بالكرم وحُسن الضيافة فكل من يزور حي الحاضر يشعر وكأنه في بيته لكرم أهالي الحي العريق، وتشتهر الحاضر بمجموعة أكلات وضيافات أشهرها «السختوره»، وتتألف من رأس خاروف مسلوق مع الكرشة المقسمة إلى قطع محشوة بالأرز، وتقدم هذه الأكلة فوق المنسف الحموي المزين بالمكسرات والجقات (النقانق الحموية) محشية بالرز مع الكرشة المقسمة إلى قطع وكذلك محشية بالرز ويقدم المنسف المعروف في حماة منسف الفتة مع المكسرات والسمن الحموي المنتج في هذا الحي.

## تقسيمات
يضم الحاضر أروقة وأحياء عديدة متنوعة أهمها حارة الشرقية،  الأميرية، والحميدية، والمسيطبة، طريق حلب، البارودية، والأربعين، والفيحاء، والقصور، والمنطقة الصناعية، السخانة، والشمالية.
كما يضم مناطق تعتبر من تاريخ حماة العريق كحي الكيلانية الأثري وحي الزنبقي ذا الإطلالة على العاصي وعلى حديقة أم الحسن.

## أسواق
ومن الأسواق الشهيرة أيضاً في منطقة الحاضر سوق برهان، وهو سوقٌ أثري يقع بجانب خان برهان في حي الحاضر في مدينة حماة، ويوجد أيضاً سوق آخر في الحاضر يعتبر المحطة الرئيسة للبدو لتسويق منتجاتهم الحيوانية، ولبيع حيواناتهم، وهو «سوق الغنم»، الذي يعتبر الواجهة الأولى لريف حماة الشمالي، يضاف إلى ذلك سوق الخميس، الذي يقام فقط في يوم الخميس منذ شروق الشمس حتى الظهيرة فقط ويتم فيه بيع الخضار والفواكة والأدوات المنزلية، وغيرها من المنتجات الأخرى.

## الثقافة الشعبية
وعرف أهل الحاضر منذ القدم بلباسهم، حيث اعتادوا قديماً ارتداء «الجلابية»، و«الكوفية» دون عقال، وما زال هناك نسبة قليلة مواظبة على ارتداء هذا اللباس حتى الآن ولا سيما بين الكبار في السن، وهذه الأزياء أصبحت من التراث، حيث تطورت اليوم الأزياء مع تطور العصر، ومن العلامات الفارقة في الحاضر (بكسر الألف) بعض الكلمات المعجمية مثل: شوبييك يا سما - وين يالله - العمى بسماك - مابو بلا - والكثير....